# Контролируемая поставка
Контролируемая поставка — оперативно-розыскное мероприятие, которое заключается в перемещении предметов (прежде всего тех, свободная реализация которых запрещена или гражданский оборот которых ограничен) под скрытым контролем органа, осуществляющего оперативно-розыскную деятельность.
Обычная контролируемая поставка не предполагает изъятие перемещаемого незаконно предмета (вещества), что создает риск потери контроля за ним. «Подменная» же контролируемая поставка предполагает замену такого предмета (вещества) на муляж.
Примером использования «подменной» контролируемой поставки для изобличения наркоторговцев является приговор Нерюнгринского городского суда Республики Саха (Якутия), вынесенный в 2021 году. Суд установил, что в сентябре 2020 года подсудимый вступил через программу шифрованной связи в Интернете в организованную группу с целью сбыта синтетических наркотических средств в Нерюнгри. После этого неустановленный следствием соучастник отправил из Санкт-Петербурга на имя подсудимого электрическую плитку, в корпусе которой был расположен тайник, содержащий 97,51 грамма наркотического средства. Однако сотрудниками линейного отдела полиции в аэропорту Пулково оно было обнаружено и изъято, после чего был изготовлен муляж наркотического средства, который был направлен в адрес получателя в Нерюнгри. В ноябре 2020 года после получения почтового отправления с муляжом наркотического средства в офисе транспортной компании в Нерюнгри подсудимый был задержан.